# Astragalus pecten-hystricis
Astragalus pecten-hystricis är en ärtväxtart som beskrevs av I.Deml. Astragalus pecten-hystricis ingår i släktet vedlar, och familjen ärtväxter. Inga underarter finns listade i Catalogue of Life.